# 東草地鷚
東草地鷚（英語：Eastern meadowlark，學名：Sturnella magna）是草地鷚屬下的一種鳥，與西草地鷚外表很相似。生活在北美洲東部到南美洲的地區內。

## 描述
成年的東草地鷚體長約19至28（7.5至11.0英寸），翼展約35—40（14—16英寸）。體重約76至150克（2.7至5.3盎司）。展開的翼骨長約8.9—12.9（3.5—5.1英寸），尾巴長約5.3—8.6（2.1—3.4英寸），嘴峰約2.8—3.7（1.1—1.5英寸），蹠骨約3.6—4.7（1.4—1.9英寸）。雌性在各種特征上都小於雄性。成年體的胸部有一道V字標記，下半身的羽毛是黃色的。翅膀為白色，其上有黑色條紋。

## 生態
東草地鷚生活在草原等開闊地區，在大多數地區內都不遷徙。但北部地區的東草地鷚會遷往南部過冬。1993年首次發現於薩爾瓦多，2004年發現一對再次築巢的東草地鷚時確認其確實生活在此。
因為北美洲的森林面積在減少，該地區東草地鷚的數量出現增長的趨勢。雖然總體上呈下降趨勢，其棲息地正在向太平洋擴展。

## 外部連結
- 互聯網鳥類收藏上有关Eastern Meadowlark的錄像、照片和音頻
- 東美草地鷚的叫聲 （页面存档备份，存于），佛羅里達自然歷史博物館
- 東草地鷚的图片